# Cheirodon
Cheirodon es un  género de peces de la familia Characidae en el orden de los Characiformes.

## Especies
Hay 10 especies en este género:

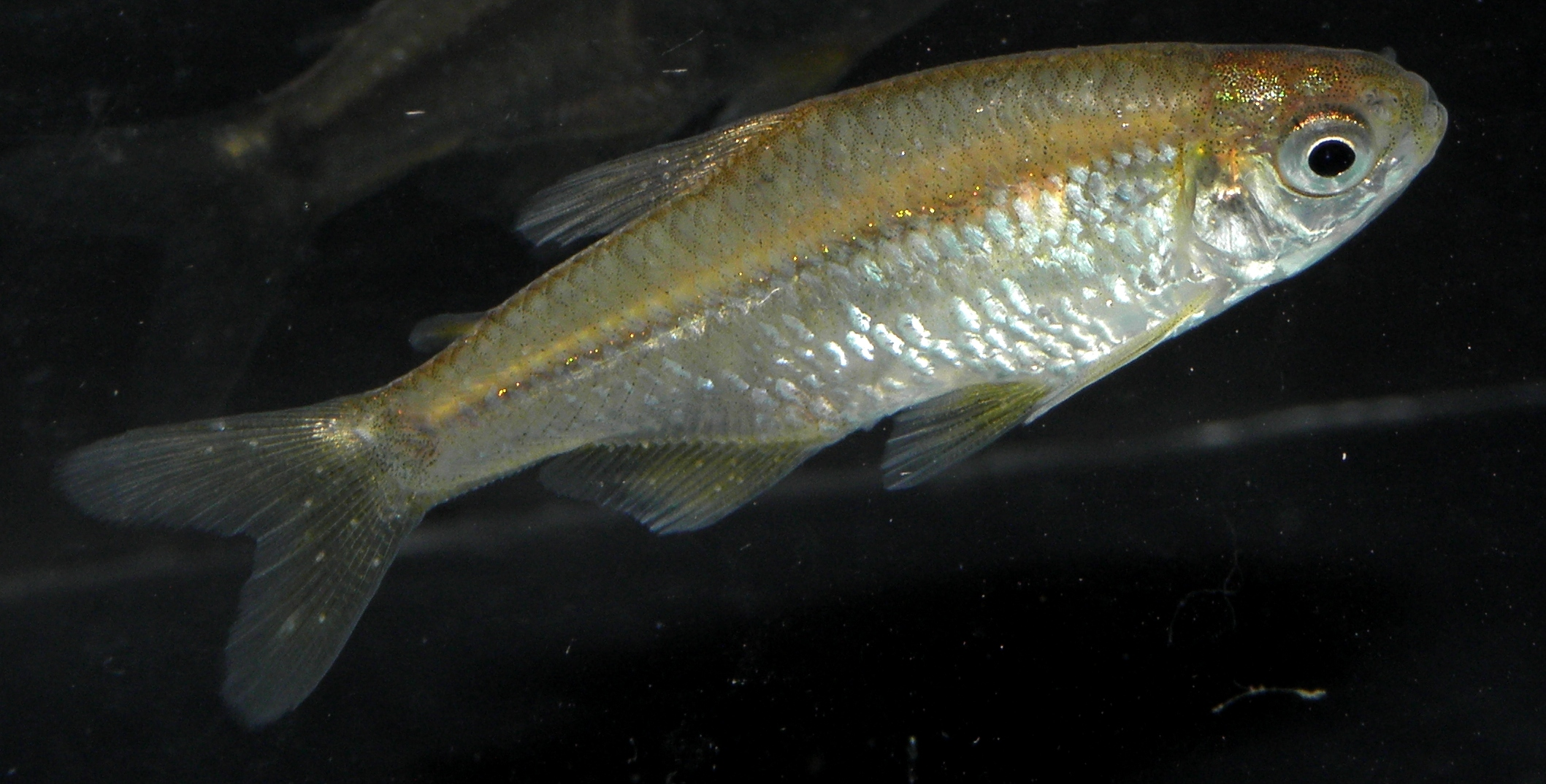
Mojarrita (Cheirodon interruptus).

- Cheirodon australe C. H. Eigenmann, 1928
- Cheirodon galusdai C. H. Eigenmann, 1928
- Cheirodon ibicuhiensis C. H. Eigenmann, 1915
- Cheirodon interruptus (Jenyns, 1842)
- Cheirodon jaguaribensis Fowler, 1941
- Cheirodon kiliani Campos, 1982
- Cheirodon luelingi Géry, 1964
- Cheirodon ortegai Vari & Géry, 1980
- Cheirodon parahybae C. H. Eigenmann, 1915
- Cheirodon pisciculus Girard, 1855